# Дакома (Оклахома)
Дакома (енгл. Dacoma) град је у америчкој савезној држави Оклахома.

## Демографија
По попису из 2010. године број становника је 107, што је 41 (-27,7%) становника мање него 2000. године.
| Група             | 2000.       | 2010.      |
| Белци             | 143 (96,6%) | 99 (92,5%) |
| Афроамериканци    | 0 (0,0%)    | 0 (0,0%)   |
| Азијати           | 0 (0,0%)    | 0 (0,0%)   |
| Хиспаноамериканци | 4 (2,7%)    | 3 (2,8%)   |
| Укупно            | 148         | 107        |